# The Rough Dancer and the Cyclical Night
Albums de Astor Piazzolla et Quinteto Tango Nuevo
Tango: Zero Hour
(1986) La Camorra: La Soledad de la Provacación Apasionada (The Solitude of Passionate Provocation)
(1989)
The Rough Dancer and the Cyclical Night (Tango Apasionado) est un album du musicien argentin Astor Piazzolla. Il est sorti en 1988. L'album a été réédité par Nonesuch Records à la fin des années 1990.

## Production
Enregistré à New York en 1987, l'album a été produit par Kip Hanrahan et Piazzolla,. Sa musique a été composée à l'origine comme une représentation théâtrale sur l'histoire du tango. Piazzolla, qui jouait du bandonéon, a enregistré l'album avec son Quinteto Tango Nuevo,. Paquito d'Rivera a joué du saxophone sur Rough Dancer. Pablo Ziegler a joué du piano ; il avait agi en tant que directeur musical pour la production scénique. Horacio Malvicino jouait de la guitare.
Piazzolla a écrit dans les notes de pochette qu'il souhaitait que la musique sonne comme si elle était jouée par « des musiciens à moitié ivres dans un bordel ».

## Critique
Robert Christgau a noté que Piazzolla est « plus proche de Bartók le compositeur que d'Ellington l'orchestrateur, et a tendance à limiter l'espace d'improvisation. » The Philadelphia Inquirer a écrit que la musique « conserve - et embellit - la sensualité pas tout à fait brûlante qui caractérise le tango traditionnel. »
AllMusic a écrit que « contrairement à Zero Hour ... Rough Dancer a plus d'allure fantaisiste, avec les changements de tempo et d'humeur souvent périlleux de l'album précédent qui sont gérés de manière plus douce ici. » À propos d'une réédition, Don McLeese, du Austin American-Statesman, a déclaré que « d'une manière qui dépasse la forme ou la catégorie, il s'agit de la musique la plus sublimement envoûtante que j'aie jamais entendue. » Le Los Angeles Daily News l'a qualifié de "joyau tranquille" et de "romantique, mélodique et luxuriant"
. The Plain Dealer a conclu qu'elle « documente de manière vivante les racines profondes du compositeur dans la forme de danse traditionnelle et les innovations audacieuses de son tango nuevo. »

## Pistes
| No  | Titre                                    | Durée |
| --- | ---------------------------------------- | ----- |
| 1.  | Prologue (Tango Apasionado)              |       |
| 2.  | Milonga for Three                        |       |
| 3.  | Street Tango                             |       |
| 4.  | Milonga Picaresque                       |       |
| 5.  | Knife Fight                              |       |
| 6.  | Leonora's Song                           |       |
| 7.  | Prelude to the Cyclical Night (Part One) |       |
| 8.  | Butcher's Death                          |       |
| 9.  | Leijia's Game                            |       |
| 10. | Milonga for Three (Reprise)              |       |
| 11. | Bailongo                                 |       |
| 12. | Leonora's Love Theme                     |       |
| 13. | Finale (Tango Apasionado)                |       |
| 14. | Prelude to the Cyclical Night (Part Two) |       |

## Effectif

### Musiciens
- Rodolfo Alchourron - guitare électrique
- Paquito d'Rivera - saxophone alto, clarinette
- Andy Gonzalez - basse
- Astor Piazzolla - bandoneón
- Fernando Suárez Paz - violon
- Pablo Zinger- piano

### Production
- Capoeira Graphics, design
- Greg Calbi, ingénieur  du son [Mastered At Sterling Sound, Engineer]
- Tom Durack, ingénieur [Mixed At Skyline Studio, Assistant Engineer]
- Jon Fausty, ingénieur [Mixed At Skyline Studio, Engineers]
- Roger Moutenot, ingénieur [Mixed At Skyline Studio, Engineers]
- David Baker, ingénieur [Recorded At A & R Studio, Engineer]
- Don Hunerberg, ingénieur [Recorded At Radio City Studio, Engineer]
- Roger Moutenot, ingénieur [Recorded At Sorcerer Studio, Engineer]
- Scott Marcus (4), Executive-Producer
- Fernando Gonzales, livret
- Kip Hanrahan, producteur, livret
- Charles Reilly (2)
- Martha Swope, photographe
- Astor Piazzolla, producteur
- Pablo Zinger, producteur [Associate Producer]
- Mic Holwin, producteur [Production Assistant]